# Dennis Jastrzembski
Dennis Jastrzembski (Rendsburg, Alemania, 20 de febrero de 2000) es un futbolista alemán, nacionalizado polaco, que juega de centrocampista para el Fortuna Düsseldorf de la 2. Bundesliga.

## Biografía
Tras formarse como futbolista en el Holstein Kiel, en 2015 pasó a la disciplina del Hertha Berlín. Allí empezó a subir de categoría hasta que en 2018 debutó con el segundo equipo. En esa misma temporada, el 20 de agosto de 2018 debutó con el primer equipo, haciendo su debut como profesional en un encuentro de la Copa de Alemania 2018-19 contra el Eintracht Braunschweig. El 31 de enero de 2020 el conjunto capitalino lo cedió al SC Paderborn 07 hasta junio de 2021. En enero de ese año se canceló la cesión e inmediatamente se marchó al Waldhof Mannheim hasta el final de temporada. Doce meses después abandonó definitivamente el equipo berlinés para jugar en el Śląsk Wrocław hasta 2025, aunque dos años antes regresó a Alemania tras fichar por el Fortuna Düsseldorf.

## Clubes
| Club                      | País     | Año       | Partidos | Goles |
| ------------------------- | -------- | --------- | -------- | ----- |
| Hertha Berlín II          | Alemania | 2018-2019 | 13       | 1     |
| Hertha Berlín             | Alemania | 2018-2020 | 6        | 0     |
| SC Paderborn 07 (cedido)  | Alemania | 2020-2021 | 9        | 0     |
| Waldhof Mannheim (cedido) | Alemania | 2021      | 15       | 1     |
| Hertha Berlín             | Alemania | 2021-2022 | 10       | 0     |
| Śląsk Wrocław             | Polonia  | 2022-2023 | 50       | 3     |
| Fortuna Düsseldorf        | Alemania | 2023-     | 24       | 2     |